# Reffannes

Reffannes este o comună în departamentul Deux-Sèvres, Franța. În 2009 avea o populație de 371 de locuitori.